# Лавандові пагорби
Лавандові пагорби (англ. Lavhills), або Вінявські пагорби — приватний ландшафтний парк, розташований на північ від села Віняви Львівського району Львівської області. В парку представлені 28 тис. саджанців вузьколистої лаванди (лат. Lavandula angustifolia). Територія парку становить 2 га. Парк відкритий для відвідувань щороку протягом чотирьох тижнів в період цвітіння лаванди (червень-липень).

## Історія
У червні 2024 року відкрилось лавандове поле яке висадили Андрій Жидачек та Маріанна Орлович. Поле розташоване на висоті 322 метри над рівнем моря, що робить його найвищим лавандовим полем у Львівській області. Це надзвичайно мальовниче місце з трьох сторін яке оповите лісом, а з четвертої сторони відкривається прекрасний краєвид в сторону Карпатських гір, при гарній погоді є можливість навіть побачити ці самі гори. На території висаджено близько 28 тис. кущів лаванди англійської вузьколистої, початок цвітіння припадає на липень місяць. На території знаходиться кілька локацій для ваших фото, торговельний кіоск, дитяча зона, зона для відпочинку, можлива оренда поля для проведення заходів чи ранкових та вечірніх фотосесій, також можна придбати саджанці лаванди, чи вироби з лаванди.

## Про парк

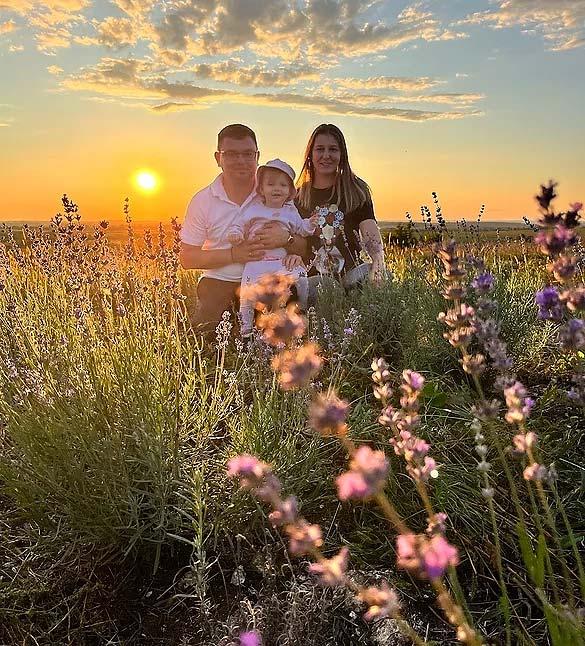
Власники поля

За задумом сім'ї, Лавандові пагорби — це розслаблюваний простір для сімейного відпочинку, де усього за день можна зняти стрес та наповнитись енергією завдяки корисним властивостям лаванди. В сезон роботи в парку проводяться концерти та стендапи, зайняття йогою, сеанси арт-терапії, крафтові майстер-класи тощо. На території парку передбачені всі зручності, працює кафе з лавандовим меню та крамничка з продукцією власного виробництва.
Важливо: У зв'язку зі зміною клімату в бік потепління рік від року в Україні лаванда починає цвісти раніше, і багато фермерів уже до початку липня скошують і збирають рослини, які почали засихати під палючим сонцем. Це не означає, що, наприклад, до серпня ви не знайдете квітучих полів ніде, але варто мати на увазі, що через погодні умови пишна лаванда в кольорі може бути не скрізь.

## Цікаві факти
У 2019 році між селами Хоросном і Деревачем на хуторі Віняви Львівської області обстежено печерну пам'ятку з двома ярусами внутрішньоскельних гротів і порожнин, окремі з яких зберегли сліди підтісувань, врубів, поодинокі наскельні зображення (петрогліфи) та інше, що дозволяє вбачати в ній культовий характер (можливо, викуті келії давньої чернечої обителі). Пам'ятка міститься на краю крутого схилу лісового масиву Деревач біля присілка Вінява. Частину скельних порожнин місцеве населення використовує для скидання побутових відходів, будівельного сміття тощо.

## Галерея зображень

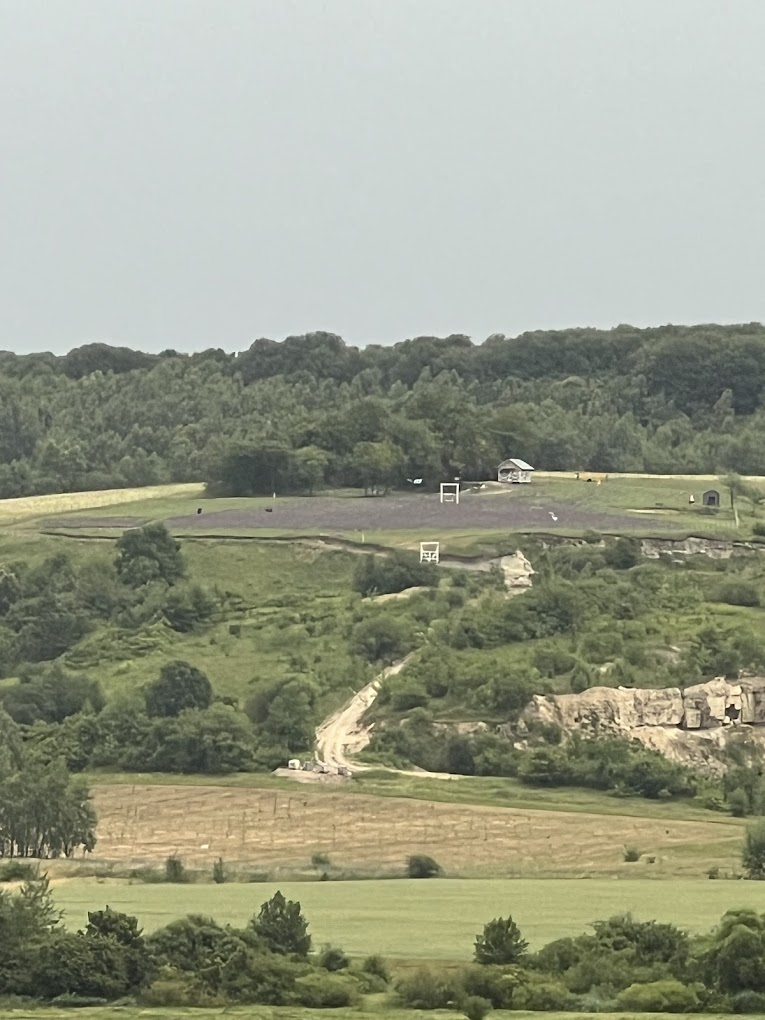
Пейзаж на лавандове поле

## Графік роботи
Парк відкритий для відвідувань кожного літа протягом чотирьох тижнів в період цвітіння лаванди (червень-липень). Години роботи парку — з 9:00 до 21:00. Вхід на територію парку платний.